# Canthidium coerulescens
Canthidium coerulescens là một loài bọ cánh cứng trong họ Bọ hung (Scarabaeidae).